# SS Scharnhorst (paquebot, 1934)
Pour les articles homonymes, voir Scharnhorst.
Le SS Scharnhorst était un paquebot de la Norddeutscher Lloyd lancé en 1934. Mis en service l'année suivante, il fut le premier grand paquebot construit pour le Troisième Reich. Il est le second navire à passagers nommé d'après le général prussien Gerhard J. D. von Scharnhorst (1755-1813).
Réquisitionné par la marine impériale japonaise pendant la Seconde Guerre mondiale, le navire est converti en porte-avions et renommé Shinyo, avant d'être coulé par un sous-marin en 1944.

## Construction et service
Comme son sister-ship Gneisenau, le Scharnhorst est construit par la société DeSchiMAG (en) de Brême en 1935. Leur troisième sister-ship, le Potsdam, sera construit la même année par la société Blohm + Voss de Hambourg.
Le Scharnhorst servit de banc d'essai pour de nouvelles chaudières à haute pression et à haute température, la Kriegsmarine souhaitant évaluer les performances de la machine avant d'installer ce type de chaudières dans de futurs capitals ships. Le Gneisenau avait des réducteurs conventionnels de ses turbines à ses arbres d'hélices, tandis que les Scharnhorst et Potsdam avaient une transmission turbo-électrique. Le Scharnhorst était équipé de deux turbo-générateurs AEG alimentant les moteurs électriques de ses arbres d'hélices.
Les trois navires jumeaux assurèrent le service express au sein de la compagnie maritime Norddeutscher Lloyd entre Brême et l'Extrême-Orient en naviguant à une vitesse de 21 nœuds (39 km/h). Cette vitesse leur permettait d'être le moyen de transport le plus rapide pour relier les deux continents.
Le Scharnhorst est immobilisé devant Kobe, au Japon, lorsque la Seconde Guerre mondiale éclate en Europe en 1939. En 1942, le navire à passagers est réquisitionné par la marine impériale japonaise et converti en porte-avions d'escorte l'année suivante. Le nouveau bâtiment de guerre reçoit le nom de Shin'yō. Le 17 novembre 1944, il est torpillé et coulé en mer Jaune par le sous-marin de la marine américaine USS Spadefish.